# Dino Buzzati
Dino Buzzati Traverso (San Pellegrino di Belluno, 16 de outubro, 1906 — Milão,  28 de janeiro, 1972) foi um escritor italiano, bem como jornalista do Corriere della Sera. Sua fama mundial se deve principalmente ao seu romance Il deserto dei Tartari, de 1940, traduzido para português como O Deserto dos Tártaros. Dino Buzzati detém um estilo inconfundível, que não obedece a modas e etiquetas, explorando sempre uma visão fantástica e absurda do real. A sua obra está traduzida em inglês, francês, alemão e espanhol e difundida largamente em todo o mundo.

## Biografia
Dino Buzzati nasceu perto de Belluno em uma pequena propriedade rural de sua família. Sua mãe, veterinária, era veneziana e seu pai, professor universitário, era de uma antiga família de Belluno. Buzzati foi o segundo dos quatro filhos do casal. 
Desde muito jovem manifestou as que iam ser as aficções de toda sua vida: escrevia, desenhava, estudava violino e piano, além da paixão pela montanha à que dedicou sua primeira novela, Bárnabo das montanhas (Bàrnabo delle montagne) (1933).
Em 1924 ele entrou para a faculdade de direito da Universidade de Milão, onde seu pai ensinara. Quando já estava para terminar seu curso de direito, aos 22 anos, tornou-se jornalista  do importante diário milanês Corriere della Sera, onde permaneceria até a sua morte. Não começou como repórter, tendo trabalhado como correspondente especial, ensaísta, editor e crítico de arte. É comum dizer que sua profissão como jornalista teve forte influência sobre seus escritos,  emprestando mesmo para seus contos mais fantásticos uma aura de realismo. Frequentou o Liceo Clássico Parini de Milão e laureou-se em jurisprudência com a tese "La natura giuridica del Concordato".
O sucesso obtido com sua primeira novela, a já citada "Bárnabo das montanhas", não se repetiu com a seguinte "O segredo do Bosque Velho" (Il segreto del Bosco Vecchio) (1935), que foi acolhida com indiferença.
Durante a Segunda Guerra Mundial, Buzzati serviu na África como jornalista da Marinha italiana. Após a guerra, publicou sua obra-prima, O Deserto dos Tártaros, alcançando fama mundial e tendo grande sucesso de crítica.
Desde 1936 escreveu numerosos relatos para o Corriere della Sera e outros jornais, posteriormente recopilados em "Os sete mensageiros e outros relatos" (I sette messaggeri, (1942), Paura alla Scala (1949), Il crollo della Baliverna (1954), Sessanta racconti (1958, prêmio Strega), Esperimento dei magia (1958), Il colombre (1966), As noites difíceis e outros relatos (Le notti difficili) (1971)).
Em 1960 saiu "O grande retrato" (Il grande ritratto), quase um experimento de novela de ficção científica, onde entra em cena o universo feminino, que até então tinha explorado muito pouco. Três anos depois, em "Um amor" (Un amore), relatou a história de Antonio Dorigo, um homem que encontra o amor aos cinquenta anos; apresenta prováveis rasgos autobiográficos, já que aos sessenta Buzzati casou-se com Almerina Antoniazzi.
Também elaborou roteiros de cinema, como o de "Il viaggio de G. Mastorna", colaborando com Federico Fellini, além de libretos de ópera. Entre vários outros, venceu o prêmio jornalístico Mario Massai (1970) pelo artigo publicado no Corriere della Sera "nell'estate" (1969), sobre a descida do homem à Lua.
Em 1972 morreu em decorrência de câncer, após uma prolongada luta contra a doença, na clínica La Madonnina de Milão.

## Obra
Buzzati começou a escrever ficções em 1933. Em sua obra há romances, peças de teatro, peças para rádio, libretos, poesia e contos.
Escreve um livro infantil intitulado La famosa invasione degli orsi in Sicilia. Escreve um livro de comédia baseado no mito de Orfeu, Poema a fumetti.
Sua obra ocasionalmente é classificada como Realismo Mágico e alienação social. Também escreveu diversos contos com animais fantásticos tais como o bogeyman e, de sua própria criação, il colombre.

### Literatura
A obra literária de Dino Buzzati remete — como se tinha antecipado — por uma parte à influência de Kafka, pelo escárnio e a expressão da impotência humana enfrentando o labirinto de um mundo incompreensível. Mas também remete ao Surrealismo, como aparece em seus contos onde a conotação onírica está sempre muito presente. Talvez a mais convincente das tentativas de estabelecer relações tenha que ser procurada no seu parentesco com as correntes existencialistas dos anos 1940–1950. Ou na proximidade ao espírito de A náusea (1938) de Jean-Paul Sartre; ou na de Albert Camus com O estrangeiro (1942). Por outro lado devemos voltar a ressaltar que O deserto dos tártaros contribuiu para a total notoriedade do autor, que conheceu com esta novela o sucesso mundial; obra não desprovida em suas descrições de uma verdadeira relação com um «presente perpétuo e interminável», que vincula este tópico com outros dois grandes clássicos: Georges Perec e As coisas, e Thomas Mann com sua A Montanha Mágica.
Atraentemente, Buzzati não aceitou jamais ser considerado um escritor. Definia-se, melhor, como um simples jornalista que escrevia de tanto em tanto ficções ou novelas, às quais não atribuía grande valor. O julgamento da posteridade e o de seus contemporâneos tem contradito muito profundamente o ponto de vista do próprio Buzzati.

### O Deserto dos Tártaros
Il deserto dei Tartari, obra máxima de Dino Buzzati, foi publicada em 1940. A experiência de quando servira no exército, antes da Segunda Guerra Mundial, serviu como base para o romance. Segundo o próprio autor, a história veio numa madrugada quando voltava ao jornal onde trabalhava, o Corriere della Sera, de uma só vez:
"Caracterizado por um clima de profunda indagação filosófica, comparado desde o seu aparecimento a Kafka, trata-se de uma aguda reflexão sobre a inutilidade do poder. Mas enquanto o mundo do genial tcheco é fechado e maldito, a atmosfera idealizada por Buzzati não abstrai a possibilidade da esperança - ainda que inútil. Ele sabe, como ninguém, fazer de sua alegoria uma verdade poética desconcertante. O livro conta a desventura do oficial Giovanni Drogo, o qual, aos vinte anos, é nomeado, em seu primeiro posto, para o forte Bastiani, que se ergue imponente e solitário às margens abandonadas do 'deserto tártaro', à espera do exército de tártaros que pode chegar a qualquer momento. Drogo, que espera ficar ali poucos meses, aguardando uma transferência, vê a vida transcorrer sem que sua razão de ser se realize: transformar-se num soldado verdadeiro, conhecer a glória de participar de uma guerra que, tudo indica, não vai acontecer...."
O Deserto dos Tártaros, talvez um dos maiores romances italianos do século passado, constitui, assim, uma meditação sobre a solidão e sobre a inexorável passagem do tempo.

Abaixo, o comentário de Ugo Giorgetti acerca do livro: 
Um homem encerrado numa fortaleza espera por uma batalha decisiva, quando os tártaros chegarem. Em meio à monotonia da vida de quartel, a pequenos incidentes inócuos, a um lento escorrer do tempo, a vida vai passando. E os tártaros nunca chegam. Os olhos agora velhos ainda espreitam através do binóculo o lugar ao longe onde um dia os tártaros deveriam surgir. A vida finalmente passa e o homem morre. Esse romance que é, na síntese de um ensaísta italiano, “o tema da vida como espera, renúncia e derrota”, é uma das obras mais inquietantes do século XX.
Em 1976 o director Valerio Zurlini estreou uma ambiciosa versão cinematográfica da novela.

### Pintura
Fica por recordar o interesse deste autor pela pintura, que se traduziu em obras nascidas da mistura entre texto e ilustrações (Poema a fumetti, 1969; I miracoli dei Val Morel, 1971). As atmosferas mágicas, surrealistas, góticas  de sua prosa estão impregnadas de um sentido de angústia (pense-se no justamente celebrado conto «Sette piani», onde o itinerário ao longo da doença está impregnado de um presságio de morte), desalento em frente ao inevitável de um destino paradójico e irónico; o prazer do leitor está garantido por uma escritura rápida, que cativa, como nota jornalística.

### Influências
Pode-se observar na obra de Dino Buzzati uma forte influência de toda a literatura fantástica do Século XIX. Já no século XX, a influência de Jean-Paul Sartre, Albert Camus e, principalmente, Franz Kafka.

### Prosa e poesia
- Bàrnabo delle montagne, 1933
- Il segreto del bosco vecchio (O Segredo do Bosque Velho), 1935;
- Il deserto dei Tartari (O Deserto dos Tártaros), 1940.
- I sette messaggeri (Os Sete Mensageiros),  1942.
- La famosa invasione degli orsi in Sicilia (A Famosa Invasão dos Ursos Na Sicília), 1945.
- Il libro delle pipe, 1945.
- Paura alla Scala, 1949.
- In quel preciso momento (Naquele Exato Momento), 1950.
- Il crollo della Baliverna (A Queda da Baliverna), 1957.
- Sessanta racconti, 1958.
- Le storie dipinte, 1958.
- Esperimento di magia, 1958.
- Il grande ritratto, 1960.
- Egregio signore, siamo spiacenti di..., 1975.
- Un amore (Um Amor), 1963.
- Il capitano Pic e altre poesie, 1965.
- Scusi da che parte per Piazza Duomo?, 1965.
- Tre colpi alla porta, 1965.
- Il colombre, 1966.
- Presentazione a L'opera di Bosch, 1966.
- Due poemetti, 1967.
- Prefazione a R.James, 1967.
- Prefazione a W:Disney, Vita e dollari di Paperon de' Paperoni, 1968.
- La boutique del mistero, 1968.
- Poema a fumetti, 1969.
- Le notti difficili (As Noites Difíceis), 1971.
- I miracoli di Val Morel, 1971.
- Prefazione a Tarzan delle scimmie, 1971.
- Cronache terrestri, servizi giornalistici, a cura di Domenico Porzio, 1972.
- Congedo a ciglio asciutto di Buzzati, 1974.
- Romanzi e racconti, 1975.
- I misteri d'Italia, 1978.
- Teatro, 1980.
- Dino Buzzati al Giro d'Italia, 1981.
- Le poesie, 1982.
- 180 racconti, 1984.
- Il reggimento parte all'alba, 1985.
- Lettere a Brambilla, 1985.
- Il meglio dei racconti, 1990.
- Le montagne di vetro, 1990.
- Lo strano Natale di Mr. Scrooge e altre storie, 1990.
- Bestiario, 1991.
- Il buttafuoco, 1992.
- La mia Belluno, 1992
- Il borghese stregato ed altri racconti, 1994.

### Teatro
- Piccola passeggiata, 1942.
- La rivolta contro i poveri, 1946.
- Un caso clinico, 1953.
- Drammatica fine di un musicista, 1955.
- Sola in casa, 1958.
- Una ragazza arrivò, 1958.
- Le finestre, 1959.
- L'orologio, 1959.
- Un verme al ministero, 1960
- I suggeritori, 1960.
- Il mantello, 1960.
- L'uomo che andrà in America, 1962
- L'aumento (O aumento), 1962
- La colonna infame, 1962.
- Spogliarello, 1962.
- La telefonista, 1964
- La famosa invasione degli orsi in Sicilia (representado em Milão em 1965).
- La fine del borghese, 1968.

### Libreto para Música
- Procedura penale, Ricordi, 1959.
- Ferrovia sopraelevata, 1960.
- Il mantello, Ricordi, 1960.
- Battono alla porta, 1963.
- Era proibito, 1963.